# Filosofia moderna
El terme de filosofia moderna és controvertit, ja que sorgeix per analogia amb l'edat moderna però no correspon a les mateixes dates. En efecte, la filosofia renaixentista no es considera pròpiament moderna, perquè segueix amb les polèmiques medievals, i en canvi el Renaixement és la primera etapa històrica moderna. Se sol considerar que la filosofia moderna correspon als segles xvii i XVIII. Té un subperíode específic, la Il·lustració.
Aquesta filosofia té l'origen del coneixement com a centre principal d'interès i viu la polèmica entre racionalisme i empirisme. La reflexió ètica s'allunya de la religió i es lliga amb la política i la raó. Predomina una concepció de l'ésser humà propera a l'individualisme i s'aprecia una notable influència de la ciència i les matemàtiques, juntament amb un declivi de la religió com a font de doctrina.

## Corrents
Els corrents d'aquest període principals se solen subdividir així:
- Il·lustració
- Racionalisme
- Empirisme
- Idealisme

## Filòsofs del segle de les llums

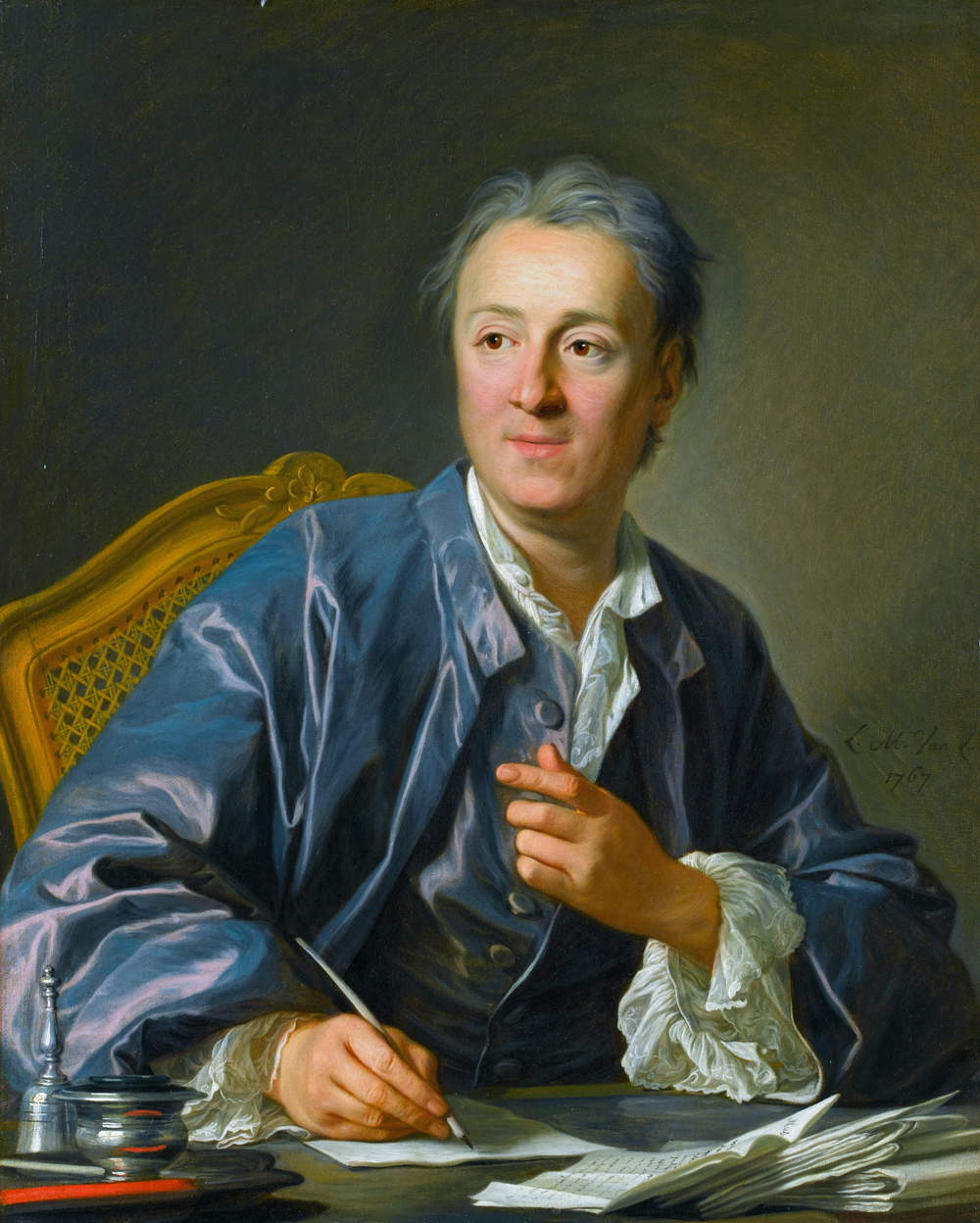
Denis Diderot, fundador de l'Encyclopédie

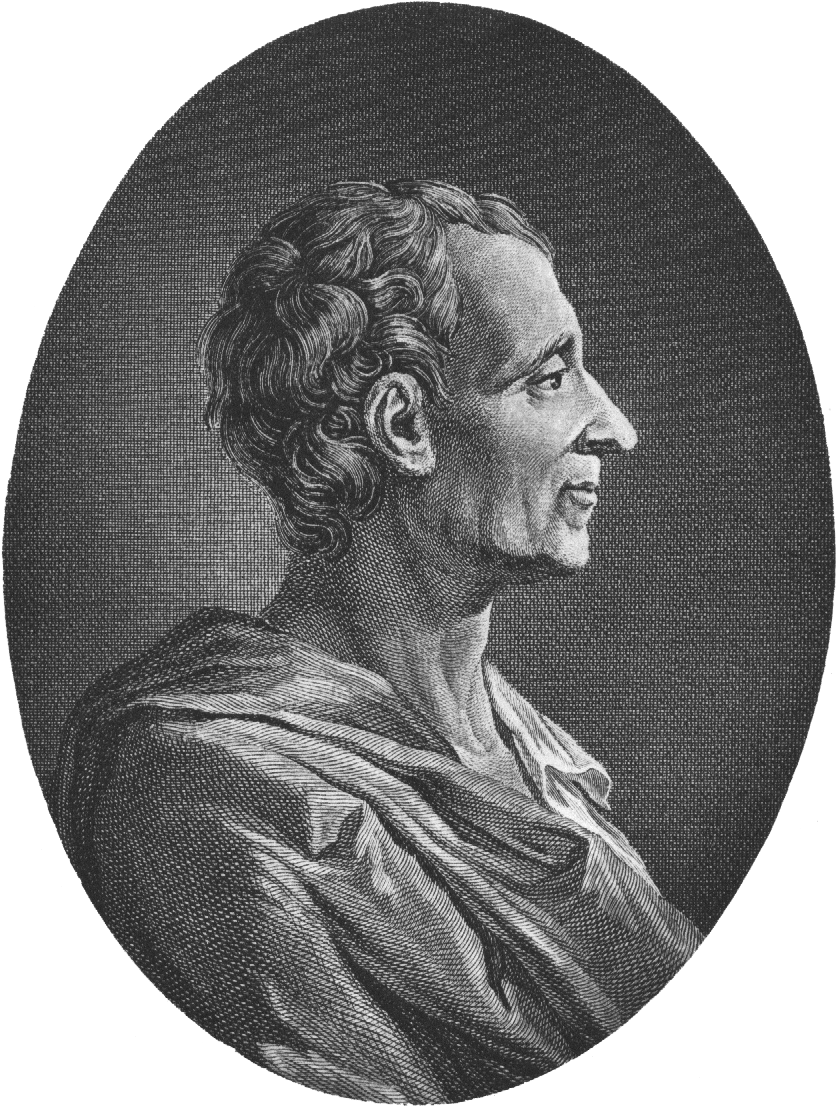
Charles-Louis de Secondat, baró de Montesquieu

El fet que el Regne de França fos una nació rica i poderosa, però les seves possibilitats estiguessin frenades per les condicions polítiques (monarquia absoluta) i socials (societat estamental) va donar lloc a les principals reflexions sobre la necessitat de reformar l'Antic Règim.
Entre 1751 i 1772, es va publicar a França l'Encyclopédie, editada per Denis Diderot i Jean le Rond d'Alembert, que pretenia recollir el pensament il·lustrat. Aquesta obra magna va complir una doble funció: informar (i, per tant, sistematitzar i posar al dia els coneixements del seu temps) i crear una polèmica ideològica, amb el seu rebuig de l'autoritat i el seu afavoriment del progrés. Va ser Denis Diderot qui el 1747 es va fer càrrec d'aquest projecte i es va convertir en el director de l'obra (Diccionari raonat de les ciències, les arts i els oficis). En la seva redacció hi van col·laborar altres pensadors il·lustrats, com Montesquieu, Rousseau, el Baró d'Holbach i Voltaire.
Charles-Louis de Secondat, baró de Montesquieu (1689-1755), després d'una estada al Regne de la Gran Bretanya, i enormement influenciat per la revolució i la constitució angleses, va fer un gran elogi en la seva obra L'esperit de les lleis (1748), de la divisió de poders. En aquesta obra es va mostrar partidari de la separació de poders executiu, legislatiu i judicial per evitar que la concentració en unes mans úniques convertís el poder en despòtic:
En el moment que en la mateixa persona o en el mateix cos de magistratura es troben junts el poder legislatiu i el poder executiu, no hi ha llibertat, perquè hom pot témer que el mateix monarca o el mateix senat facin lleis tiràniques a fi d'executar-lo tirànicament.
Així mateix no hi ha llibertat si el poder de jutjar no es troba separat del poder legislatiu i del poder executiu. Si es troba al costat del poder legislatiu, la pressió sobre la vida i els ciutadans serà arbitrària, car el jutge serà el legislador. Si es troba al costat del poder executiu, el jutge podrà tenir la força d'un opressor.
Tot se n'anirà en orris si el mateix home, o el mateix cos dels principals, o dels nobles, o del poble, exerceix aquests tres poders: el que fa les lleis, el que executa les resolucions públiques, i el que jutja les pugnes i els litigis particulars
François-Marie Arouet Voltaire (1694-1778), en la seva obra Cartes angleses, també va elogiar l'ambient de llibertat, de consciència i d'opinió del Regne de la Gran Bretanya del segle xviii. Es va mostrar com un gran defensor de la tolerància i de la llibertat de pensament. Atacava la religió en nom del sentit comú i sobretot com a representació del fanatisme, i creia en una religió sense jerarquies ni ritus. Tot i això, Voltaire va ser més que res un home apassionat per les lluites concretes;  durant la seva vida va combatre constantment tota restricció de la llibertat (les detencions arbitràries, la tortura, la pena de mort, els judicis secrets, la censura i la falta de llibertat de pensament i d'expressió). Als seus assaigs, sàtires i novel·les curtes aconseguí “popularitzar” la filosofia i la ciència. Les lectures de les seves obres eren habituals als salons de la noblesa.
Jean-Jacques Rousseau (1713-1778) a través de les seves obres, i en especial de El contracte social (1762) va trencar amb el liberalisme de John Locke, ja que contra la idea de contracte individual preconitzava el contracte social, el pacte entre tots els ciutadans i el respecte a les lleis com la millor garantia de llibertat. Defensava el principi de la sobirania nacional, és a dir, que el poder emana del lliure consentiment de tots els homes, expressat mitjançant el sufragi.